# Ocrepeira tinajillas
Ocrepeira tinajillas är en spindelart som beskrevs av Claude Lévi 1993. Ocrepeira tinajillas ingår i släktet Ocrepeira och familjen hjulspindlar. Inga underarter finns listade i Catalogue of Life.